# امیرات
امیرات (به فرانسوی: Amirat) یک کامین در فرانسه است که در Canton of Saint-Auban واقع شده‌است.

## خصوصیات
امیرات ۱۲٫۹۵ کیلومترمربع مساحت و ۴۴ نفر جمعیت دارد و ۸۶۰ متر بالاتر از سطح دریا واقع شده‌است.